# Ernst Enno

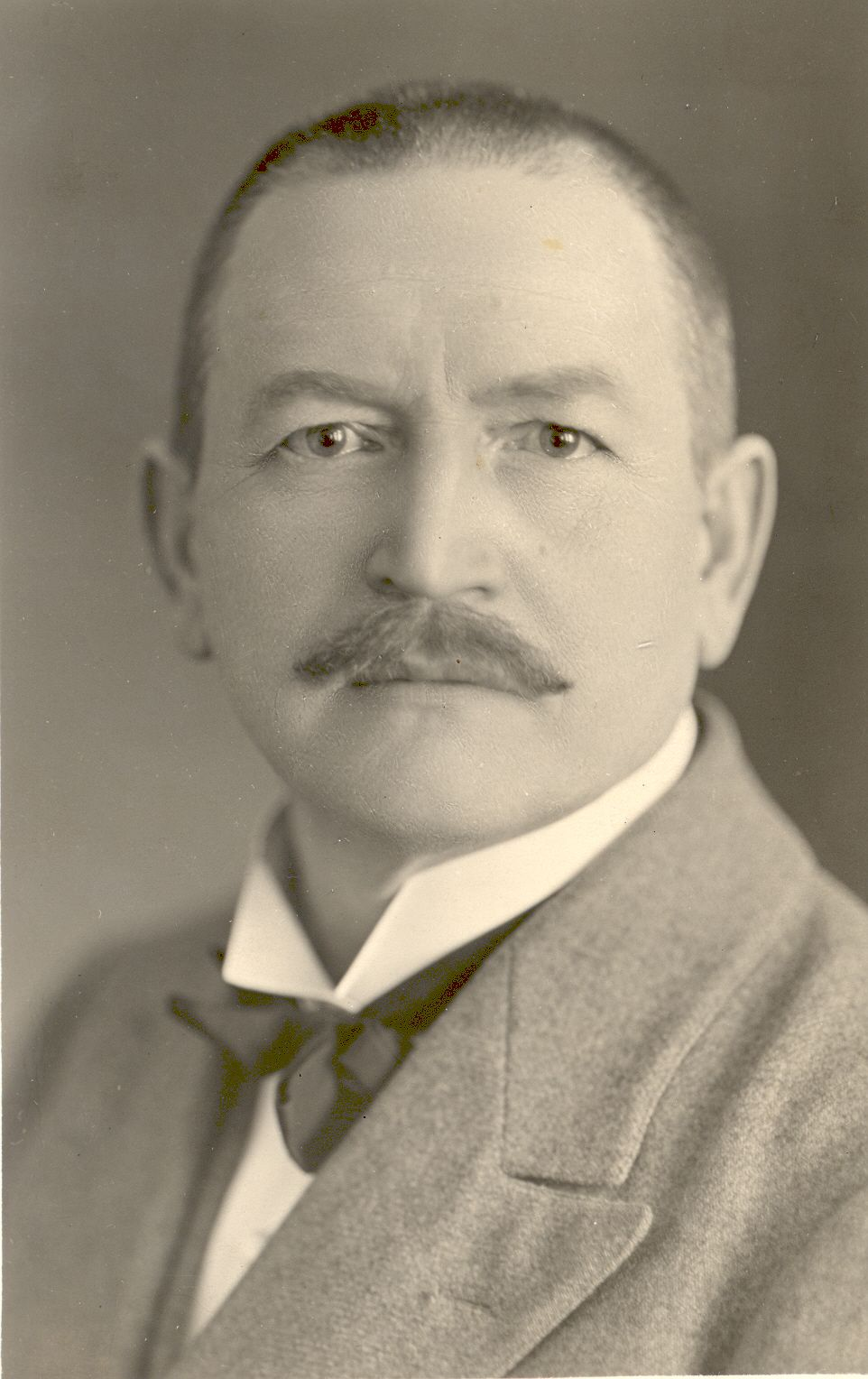
Ernst Enno

Ernst Enno (* 27. Maijul. / 8. Juni 1875greg. im Köödsa, damals Kirchspiel Rannu, Kreis Tartu/Estland; † 7. März 1934 in Haapsalu) war ein estnischer Lyriker und Kinderbuchautor.

## Leben
Ernst Enno wurde als Sohn des Gast- und Landwirts Prits Enno geboren. Seine Kindheit verbrachte er auf dem Bauernhof Soosaare bei Rõngu. Im Alter von acht Jahren besuchte er die Gemeindeschule von Lapetukme und danach das angesehene Hugo-Treffner-Gymnasium sowie an der Realschule (Reaalkool) in Tartu. Da Enno an der Universität Tartu keine Aufnahme fand, studierte er von 1896 bis 1904 am Polytechnikum Riga (heute: Technische Universität Riga) Handelslehre.
Schon während seiner Rigaer Zeit war er als Journalist tätig. Nach seinem Studium war Enno kurzzeitig Syndikus bei der Kreditvereinigung in Valga und bei einer Handelsfirma in Pärnu. 1902 bis 1904 war er Redakteur der Zeitung Postimees in Tartu und von 1923 bis 1925 Redakteur der estnischen Kinderzeitschrift Laste Rõõm sowie bei anderen Blättern. Darüber hinaus war er von 1920 bis 1934 als Schulreferent im Kreis Lääne beschäftigt.
1909 heiratete der die Künstlerin Olga Elfriede Saul († 1974 im englischen Exil).

## Lyrisches Schaffen
Das Werk Ernst Ennos ist vom meditativen Buddhismus und westlicher Mystik geprägt. Enno war daneben stark dem Symbolismus verpflichtet. Die Kindheit auf Land, die Erzählungen der strenggläubigen Mutter Ann Enno und der blinden Großmutter hatten prägenden Einfluss auf sein literarisches Schaffen. Das Zuhause, der Weg und die Sehnsucht sind wiederkehrende Elemente seiner Lyrik.

## Werke
- Uued luuletused (Gedichtsammlung, 1909)
- Hallid laulud (Gedichtsammlung, 1910)
- Minu sõbrad (Erinnerungen, 1910)
- Kadunud kodu (Gedichtsammlung, 1920)
- Valge öö (Gedichtsammlung, 1920)
- Valitud värsid (Anthologie, 1937)
- Üks rohutirts läks kõndima (Kinderbuch, 1957)
- Väike luuleraamat (Lyrik, 1964)
- Rändaja õhtulaul (1998)
- Laps ja tuul (2000)